# Lilli Kay
Lilli Kay (New York, 18 marzo 1996) è un'attrice statunitense.

## Biografia
Kay è nata a Brooklyn ed è la figlia dal regista Stephen Kay. Ha frequentato la Wildwood School e la Thacher School in California. Successivamente ha frequentato la Carnegie Mellon University di Pittsburgh, Pennsylvania e si è laureata nel 2017 con la laurea in Belle Arti in recitazione e teatro.
Dal 2020 al 2023 ha interpretato Fia Baxter nella serie di Showtime, Your Honor. Inoltre è apparsa nel film Paterno e nella serie di Netflix Chambers. Dal 2022 al 2024 è nel cast della quinta e ultima stagione di Yellowstone.

## Filmografia

### Cinema
- Paterno, regia di Barry Levinson (2018)
- August at Twenty-Two, regia di Sophia Castuera (2022)
- Rustin, regia di George C. Wolfe (2023)
- The Luckiest Man in America, regia di Samir Oliveros (2024)

### Televisione
- Madam Secretary – serie TV, episodio 5×16 (2019)
- Chambers – serie TV, 10 episodi (2019)
- Your Honor – serie TV, 20 episodi (2020–2023)
- Yellowstone – serie TV, 8 episodi (2022-2024)

## Doppiatrici italiane
Nelle versioni in italiano delle opere in cui ha recitato, Lilli Kay è stata doppiata da:
- Ludovica Bebi in Your Honor, Yellowstone
- Lucrezia Marricchi in Rustin